# Скупщина Черногории
Скупщина Черногории (черног. Скупштина Црне Горе/Skupština Crne Gore) — однопалатный парламент Черногории.

## История
По результатам референдума 21 мая 2006 года парламент провозгласил независимость Черногории и её выход из состава конфедерации Сербия и Черногория 3 июня.

## Полномочия и обязанности
Парламент утверждает кандидатуру премьер-министра, выдвигаемую президентом, при этом министерские посты распределяются премьер-министром. Скупщина имеет право вынести вотум недоверия правительству.
Скупщина утверждает все законы, ратифицирует международные акты, назначает судей всех уровней, принимает бюджет и исполняет иные обязанности, отраженные в конституции.

## Депутаты
Депутаты избираются на четырёхлетний срок. Один депутат представляет 6000 избирателей, что влияет на общее количество депутатов. Сегодня их 81, тогда как в прошлой сессии было 74.

### Спикеры парламента
- Ранко Кривокапич (3 июня 2006 — 18 мая 2016)
- Иван Брайович (18 мая 2016 — 23 сентября 2020)
- Алекса Бечич (23 сентября 2020 — 7 февраля 2022)
- Даниэла Джурович (28 апреля 2022 — 31 октября 2023)
- Андрия Мандич (30 октября 2023 — н. в.)